# Denise Faye
Denise Faye (właśc. Denise Faye Greenbaum) – amerykańska aktorka.

## Filmografia
- 2002: Chicago jako Annie
- 2002–2007: George Lopez jako Nicole
- 2001: American Pie 2 jako Danielle
- 2000: Beach Boys: An American Family, The jako Sekretarka Nik'a
- 1997: Next Step, The jako Heidi
- 1996: Milk and Money jako Kimberly
- 1995–2004: The Drew Carey Show jako Susie
- 1995: Jej wysokość Afrodyta jako Greek Chorus